# Băbiciu
Băbiciu é uma comuna romena localizada no distrito de Olt, na região de Oltênia. A comuna possui uma área de 29.75 km² e sua população era de 2288 habitantes segundo o censo de 2007.